# Alain Rickenbacher
Alain Rickenbacher (* 25. März 1945 in Genf; † 25. März 2015) war ein Schweizer Korpskommandant.

## Biografie
Rickenbacher absolvierte nach der Matura das Studium der Mathematik und Physik an der Universität Genf. 1973 trat er ins Instruktionskorps der Infanterie ein. Es folgten Verwendungen an insgesamt drei Rekrutenschulen sowie eine längere Kommandierung ans US-amerikanische Fort Benning in den Jahren 1981/1982.
1990 wurde er Kommandant der Schulen der Motorisierten Infanterie in Bière, ein Jahr darauf Kommandant der Infanterieschulen in Colombier NE und 1992 Kommandant der Infanterie Offiziersschule in Chamblon. Von 1993 bis 1995 war er als Brigadier Stabschef des Feldarmeekorps 1. In Vorbereitung auf seine spätere Verwendung folgten die Abkommandierung zum Generalstabschef und zu einem Studienaufenthalt in die Vereinigten Staaten, während er vorher das Füsilierbataillon 10 und das Infanterieregiment 3 kommandierte. Im Dienstgrad Brigadier war er Kommandant der Generalstabsschule und in seiner letzten militärischen Verwendung ab 1. Januar 2001 Kommandant des Feldarmeekorps 1 (FAK 1). Rickenbacher wurde am 31. Dezember 2003 im Rahmen einer allgemeinen Personalmassnahme zur Reduzierung der Truppenstärke vorzeitig in den Ruhestand versetzt.
Rickenbacher war verheiratet und Vater einer Tochter und eines Sohnes.